# Massimo Pittau
Massimo Pittau (Nuoro, 6 febbraio 1921 – Sassari, 20 novembre 2019) è stato un linguista e glottologo italiano, studioso della lingua sarda, della protosarda e della lingua etrusca. Pubblicò numerosi studi sulla civiltà nuragica e sulla Sardegna storica, esulando dal contesto meramente linguistico, e sulla filosofia del linguaggio.

## Biografia
Laureatosi in Lettere all'Università degli Studi di Torino ed in Filosofia all'Università degli Studi di Cagliari, conseguì la cattedra di docente nel 1959. Divenuto professore ordinario nella Facoltà di Magistero dell'Università degli Studi di Sassari, vi ottenne nel 1971 la cattedra in Linguistica sarda e ne fu preside dal 1975 al 1978.
Le sue posizioni riguardo al dialetto nuorese (massima conservatività nell'ambito romanzo) sono vicine a quelle del linguista Max Leopold Wagner con cui fu in rapporto epistolare. Nel 1971 entrò a far parte della Società Italiana di Glottologia e circa 10 anni dopo nel Sodalizio Glottologico Milanese. Sostenne la funzione esclusivamente religiosa dei nuraghi, la cui origine egli additò in un influsso di origine anatolica e specificamente "lidia" (da cui il termine "sardiano", dalla capitale Sardi, per indicare questi influssi asiatici nel sardo).
Le sue tesi sul sostrato paleosardo, spiegato con il ricorso all'etrusco, non hanno mai trovato favore nella comunità scientifica.
Morì a 98 anni il 20 novembre 2019 a seguito di un malore che gli fece perdere l'equilibrio cadendo dal balcone della sua casa a Sassari.
Ha avuto quattro figli: Grazia, Marco, Elena e Lucia.

## Opere

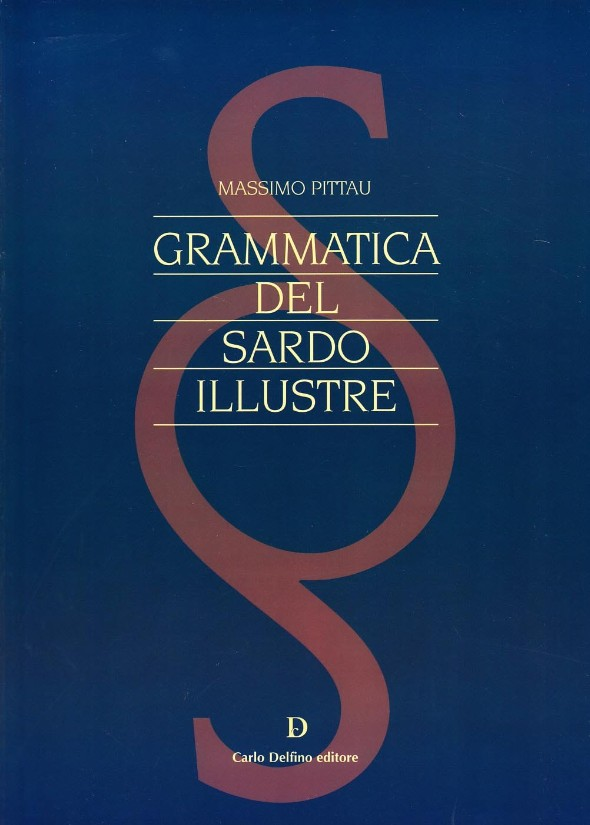
Grammatica del sardo illustre, 2005.

- Questioni di linguistica sarda, Pisa, 1956
- Il dialetto di Nuoro, Bologna, 1956
- Il linguaggio. I fondamenti filosofici, Brescia, 1957
- Studi sardi di linguistica e storia, Pisa, 1958
- Filosofia e linguaggio, Pisa, 1962
- Problemi di filosofia del linguaggio, Cagliari, 1967
- Lingua e civiltà di Sardegna, I serie, Cagliari, 1970
- Aristotele. La Poetica, Palermo, Palumbo, 1972
- Grammatica del sardo-nuorese, Bologna, 1972, 2ª edizione 1972, 5ª ristampa 1986
- Problemi di lingua sarda, Sassari, 1975
- La Sardegna nuragica, Sassari, 1977, 5ª ristampa 1988
- Pronunzia e scrittura del sardo-logudorese, Sassari, 1978
- La lingua dei Sardi Nuragici e degli Etruschi, Sassari, 1981
- Lessico etrusco-latino comparato col nuragico, Sassari, 1984
- I cognomi della Sardegna. Significato e origine, Sassari, 1990, 1ª ristampa 1992
- Testi etruschi tradotti e commentati. Con vocabolario, Roma, Bulzoni, 1990
- Grammatica della lingua sarda. Varietà logudorese, Sassari, 1991
- Poesia e letteratura. Breviario di poetica, Brescia, 1993
- Ulisse e Nausica in Sardegna, Nuoro, 1994
- L'origine di Nuoro. I toponimi della città e del suo territorio, Nuoro, 1995
- Origine e parentela dei sardi e degli etruschi. Saggio storico-linguistico, Sassari, 1995
- La lingua etrusca. Grammatica e lessico, Nuoro, 1997
- I nomi di paesi, città, regioni, monti e fiumi della Sardegna. Significato e origine, Cagliari, Gasperini, 1997, I ristampa 2004
- La Tabula Cortonensis. Le lamine di Pirgi ed altri testi etruschi tradotti e commentati, Sassari, 2000
- Dizionario della lingua sarda. Fraseologico ed etimologico, 2 volumi, Cagliari, 2000 e 2003
- La lingua sardiana o dei protosardi, Cagliari, 2001
- Vocabolario della lingua sarda, Cagliari, 2002
- Lingua e civiltà di Sardegna (II), Cagliari, Della torre, 2004
- Grammatica del sardo illustre, Sassari, Delfino, 2005
- Dizionario della lingua etrusca, Sassari, 2005
- Dizionario dei cognomi di Sardegna, 3 volumi, Cagliari, L'unione sarda, 2006
- Toponimi italiani di origine etrusca, Sassari, 2006
- La Sardegna nuragica, Cagliari, Della torre, II edizione riveduta e aggiornata 2006
- Storia dei sardi nuragici, Selargius, Domus de Janas, 2007
- Il Sardus Pater e i guerrieri di Monte Prama, Sassari, EDES, 2008, II edizione ampliata e migliorata 2009
- Dizionario comparativo latino-etrusco, Sassari, EDES, 2009
- I toponimi della Sardegna. Significato e origine, II Sardegna centrale, EDES, Sassari
- Credenze religiose degli antichi Sardi, Cagliari, Della Torre, 2016
- Gli Etruschi nell'Antica Svizzera, Ipazia Books, 2018.